# نتريد السترونتيوم

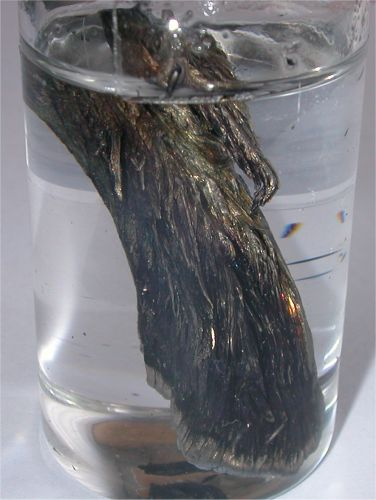
السترونتيوم الشجيري المؤكسد

نتريد السترونتيوم هو مركب لاعضوي للسترونتيوم، صيغته الكيميائية Sr3N2، ويوجد في الشروط القياسية على هيئة صلب أسود.

## التحضير
يحضر هذا المركب من التفاعل المباشر بين عنصري السترونتيوم والنتروجين:
{\displaystyle {\ce {3Sr + N2 -> Sr3N2}}}. كما ينتج هذا المركب على هيئة منتج ثانوي عند حرق السترونتيوم في الهواء.

## الخواص
يوجد المركب في الشروط القياسية على هيئة صلب أسود، والذي يتفاعل عند التماس مع الماء إلى هيدروكسيد السترونتيوم والأمونياك.

## تحت النتريد
يشكل السترونتيوم مع النتروجين أيضاً مركبات نتريدية بنسبة عناصر مختلفة، مثل مركب تحت النتريد (Subnitride)  Sr2N.
{\displaystyle {\ce {Sr3N2 + 6H2O -> 3Sr(OH)2 + 2NH3 ^}}}